# Григорьев, Дмитрий Петрович (Герой Советского Союза)
Дмитрий Петрович Григорьев (1920—1985) — подполковник Советской Армии, участник Великой Отечественной войны, Герой Советского Союза (1945).

## Биография

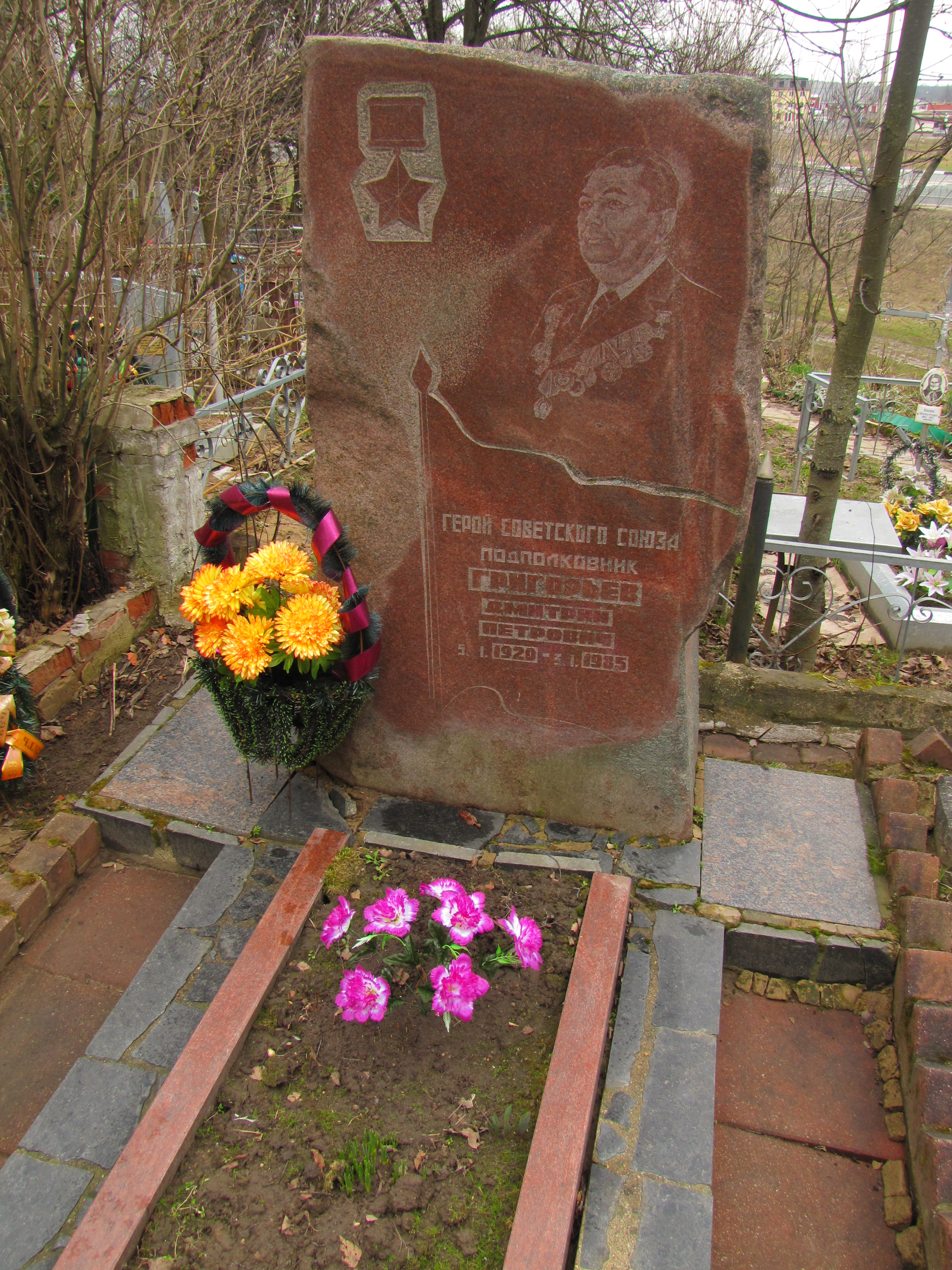
Надгробный памятник на могиле Григорьева на Хатынском кладбище Ярцево

Дмитрий Григорьев родился 5 января 1920 года в деревне Вымец (ныне не существует, находилась на территории Духовщинского района Смоленской области) в крестьянской семье. С 1927 года проживал в городе Ярцево. Окончил семь классов школы, после чего работал лаборантом на контрольно-семенной станции. В 1939 году Григорьев окончил Николо-Погореловский сельскохозяйственный техникум. В 1940 году он был призван на службу в Рабоче-крестьянскую Красную Армию. В 1941 году Григорьев окончил танко-техническое училище в Киеве, в звании лейтенанта служил в 10-й танковой дивизии, дислоцировавшейся в Литовской ССР.
С первого дня Великой Отечественной войны — на её фронтах, 22 июня 1941 года принимал участие в бою с немецкими войсками на реке Неман. Танковый взвод Григорьева вёл бой с 20 вражескими танками. Григорьев лично уничтожил один из танков, но и его танк был подбит. С боями он отступал на восток, принимал участие в оборонительных боях за Вильнюс, Молодечно, Минск, Оршу, Смоленском сражении, боях на Соловьёвой переправе. Осенью 1941 года прошедший спецподготовку лейтенант Дмитрий Григорьев был заброшен во вражеский тыл во главе диверсионно-разведывательной группы. Спустя месяц группа превратилась в партизанский отряд имени Фурманова, который совершил большое количество диверсионных акций в Духовщинском, Пречистенском и Батуринском районах Смоленской области. В марте 1943 года отряд Григорьева соединился с частями Красной Армии. Осенью того же года он окончил курсы усовершенствования офицерского состава Западного фронта, после чего в звании капитана был назначен командиром роты автоматчиков 250-го стрелкового полка 82-й стрелковой дивизии 3-й армии 1-го Белорусского фронта. Отличился во время освобождения Белорусской ССР.
В июне 1944 года Григорьев возглавил десантную группу из своего взвода и 20 76-миллиметровых САУ. В начале наступления советских войск в ходе операции «Багратион» группа оторвалась от подразделений дивизии и ушла в рейд по вражеским тылам с целью захвата моста через Березину. На пути своего следования к мосту группа разгромила 18 немецких гарнизонов. Мост, расположенный в районе города Бобруйска Могилёвской области, был успешно захвачен 29 июня, и в течение 32 часов удерживался группой Григорьева. В боях за мост группа отразила несколько ожесточённых контратак противника, уничтожив 420 вражеских солдат и офицеров, 65 мотоциклов, 3 танкетки, 12 пулемётов. За эту операцию Григорьев был представлен к званию Героя Советского Союза.
2 июля без приказа командования Григорьев с группой совершил бросок к Минску и захватил товарную станцию железной дороги, освободив большое количество советских граждан, угоняемых на работы в Германию, и удержав эту станцию до подхода советских войск. За этот бросок Григорьев получил выговор от командования, так как действовал без его ведома. В дальнейшем Григорьев принимал участие в освобождении Польши, форсировании Западного Буга, Вислы и Одера.
Указом Президиума Верховного Совета СССР от 24 марта 1945 года за «образцовое выполнение заданий командования и проявленные мужество и героизм в боях с немецкими захватчиками» капитан Дмитрий Григорьев был удостоен высокого звания Героя Советского Союза с вручением ордена Ленина и медали «Золотая Звезда» за номером 8057.
Принимал участие во взятии Берлина. Оставил свою роспись на стене рейхстага. В 1946 году в звании подполковника Григорьев был уволен в запас. Проживал в городе Ярцево Смоленской области, работал директором Ярцевского хлебокомбината, затем директором дома престарелых. В 1950 году вступил в ВКП(б). Участвовал в общественной работе. Умер 3 января 1985 года, похоронен на Хатынском кладбище в Ярцево.
Был также награждён орденами Красного Знамени, Александра Невского, Отечественной войны 1-й степени, а также рядом медалей.